# Picrorrhyncha scaphula
Picrorrhyncha scaphula is een vlinder uit de familie van de Carposinidae. De wetenschappelijke naam van de soort is voor het eerst geldig gepubliceerd in 1922 door Meyrick.